# Detlef Lorenz (Autor)
Detlef Lorenz (geb. 1947 in Berlin) ist ein deutscher Comicexperte und Autor. Lorenz veröffentlicht seit 1968 in der deutschsprachigen Comic-Fachpresse, wie Die Sprechblase, Comixene, 1. Allgemeiner deutscher Comic-Preiskatalog, Alfonz und in der Reihe Deutsche Comicforschung von Eckart Sackmann und hat mehrere Sachbücher verfasst. Seine Schwerpunkte liegen bei Tarzan-Comics und der deutschsprachigen Comic-Adaption von Robinson durch Helmut Nickel. 2009 gründete er mit Hartmut Becker den Verlag Edition Comics-etc. Er war einer der Kuratoren der Helmut-Nickel-Ausstellung beim Comicfestival München 2018.

## Werke
- Alles über Tarzan, Edition Corsar, Braunschweig 1979, (2. erweiterte Auflage 1982)
- Das grosse Hal Foster-Buch, Carlsen, Hamburg 1992, ISBN 3-551-02816-8 (Co-Autor)
- Hansrudi Wäscher – Phänomen seiner Zeit, Heider-Verlag, Bergisch Gladbach 2008, ISBN 978-3-87314-432-3
- Tibor – Eine Legende in Afrika, Edition Comics-etc, Hamburg 2009, ISBN 978-3-941694-04-0
- Sheriff Klassiker Chronik Nr. 1–2, Edition Comicographie, Sprockhövel 2013 (Co-Autor)
- Das Logbuch des Robinson Crusoe, Edition Alfons – Texte zur graphischen Literatur, Barmstedt 2015, ISBN 978-3-946266-01-3
- Tarzan in deutschsprachigen Medien, Edition Comicographie, Sprockhövel 2021